# Định luật Proust
Năm 1799, J.L.Prut (Joseph Louis Proust (1754 - 1826)) - nhà hóa học người Pháp đã đề ra định luật thành phần khối lượng không đổi:
" Một hợp chất hóa học dù điều chế bằng bất kì cách nào, luôn có thành phần không đổi``
Thí dụ: thực nghiệm cho biết: Hợp chất nước luôn có thành phần là cứ 1 phần khối lượng hiđrô tương ứng với 8 phần khối lượng oxi.
Từ định luật và dựa vào nguyên tử khối ta có thể xác định được tỉ lệ số nguyên tử các nguyên tố trong hợp chất. Thí dụ, với hợp chất nước HxOy ta có: x/ y = 1:1/ 8:16 = 1/ 0,5 = 2/ 1 
Lấy x = 2, y = 1 (tỉ lệ số nguyên đơn giản nhất), lập được công thức hóa học của nước là H2O
Định luật có ý nghĩa lớn hơn về mặt lý thuyết: " Mỗi hợp chất chỉ có một công thức hóa học nhất định``.
Ngày nay khoa học đã xác định được thành phần câu tạo của chất.Hầu hết các hợp chất đều tuân theo định luật Prut, ngoại trừ một số nhỏ có thành phần thay đổi chút ít tùy điều kiện điều chế.